# Bill Bailey, Won’t You Please Come Home?
Bill Bailey, Won’t You Please Come Home? ist ein Lied, das von Hughie Cannon verfasst und 1902 veröffentlicht wurde. Der Song, der auch unter den Titeln Won’t You (Please) Come Home, Bill Bailey bzw. als Bill Bailey erschien, wurde in Nordamerika und Europa zu einem beliebten Standard für Dixieland- und Traditional-Jazz-Bands.

## Hintergrund
Hughie Cannon (1877–1912), ein afroamerikanischer Songwriter und Pianist, schrieb den Song ursprünglich als Ragtime-Nummer. Er wurde häufig zur musikalischen Bühnenunterhaltung in Minstrel Shows verwendet. Cannon soll zuvor einem Mann namens Bill Bailey kennengelernt haben, der ihm seine Geschichte erzählte. Seine Frau wollte ihn nicht mehr in die Wohnung lassen, doch nach einiger Zeit hatte sie ihre Entscheidung revidiert und unter bestimmten Voraussetzungen soll sie ihn gebeten haben, bald wieder nach Hause zu kommen. Der Chorus von Bill Bailey Won’t You Please Come Home basiert auf einer einfachen 32-taktigen Akkordsequenz.
Die ersten Zeilen des Songs lauten:

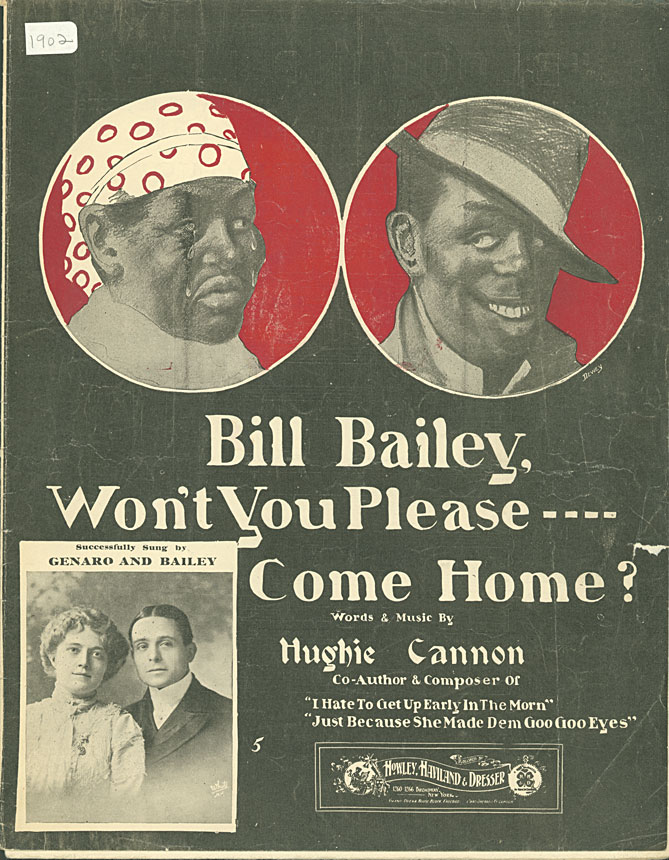
Deckblatt der Noten von Bill Bailey Won’t You Please Come Home (1902)

One one summer’s day, Sun was shinin’ fine,

The lady love of old Bill Bailey

Was hangin’ clothes on the line

In her back yard, and weepin’ hard.

## Erste Aufnahmen und spätere Coverversionen
Als erster nahm der Bariton Arthur F. Collins den Song 1902 für Columbia auf. 1917 wurde der Titel von Nick LaRoccas Original Dixieland Jazz Band eingespielt, 1921 von Kid Ory. In den folgenden Jahren folgten Aufnahmen u. a. von Aileen Stanley. Ab den späten 1940er-Jahren wurde Bill Bailey im Zuge des New Orleans Jazz Revivals zu einem populären Titel im Repertoire zahlreicher Dixielandbands. Der Diskograf Tom Lord listet im Bereich des Jazz über 600 (Stand 2015) Coverversionen, u. a. von Alvin Alcorn, Paul Barbarin, Emile Barnes, Sidney Bechet, Sharkey Bonano, Ken Colyer, der Dutch Swing College Band, Darnell Howard, George Lewis, Humphrey Lyttelton, Turk Murphy, Tony Parenti, Bob Scobey, Monty Sunshine und Lu Watters. Auch Popsänger wie Pearl Bailey, Bobby Darin, Jimmy Durante / Danny Kaye und Brenda Lee coverten den Song.